# Tilly och hennes vänner
Tilly och hennes vänner, orig. Tilly and Friends, är en irländsk tecknad tv-serie för barn i förskoleåldern.
Serien baseras på barnböcker av engelska Polly Dunbar och kretsar kring en liten flicka och hennes fem djurkompisar som bor tillsammans i ett litet gult hus. 
I Sverige har serien visats av SVT och TV4.

## Huvudfigurer
- Tilly, flicka
- Pompa, orig. Pru, höna
- Trumpelur, orig. Tumpty, elefant
- Dille, orig. Doodle, krokodil
- Hektor, orig. Hector, gris
- Tasse, orig. Tiptoe, hare

Alla kompisar är i åldrarna 3 till 5 år.